# Gunung Punti
Gunung Punti är ett berg i Indonesien.   Det ligger i provinsen Aceh, i den västra delen av landet, 1 600 km nordväst om huvudstaden Jakarta. Toppen på Gunung Punti är 1 337 meter över havet, eller 719 meter över den omgivande terrängen. Bredden vid basen är 20,3 km.
Terrängen runt Gunung Punti är varierad.  Trakten runt Gunung Punti är nära nog obefolkad, med mindre än två invånare per kvadratkilometer. I omgivningarna runt Gunung Punti växer i huvudsak städsegrön lövskog.